# Epigynopteryx diffusa
Epigynopteryx diffusa là một loài bướm đêm trong họ Geometridae.